# Premysl Ier de Moravie
Pour les articles homonymes, voir Premysl.
Premysl Ier de Moravie (1209- 16 octobre 1239) fut margrave de Moravie de 1228 à 1239.

## Biographie
Přemysl est le 3e fils d'Ottokar Ier de Bohême, il succède en 1228 à son frère Vladislav II comme Margrave de Moravie.
Avec son allié le duc Frédéric II d'Autriche qui voulait le substituer à son frère le roi Venceslas Ier il combat ce dernier de 1233 à 1237. Le roi lance ses armées à l'assaut de la Moravie et Premysl s'enfuit en Hongrie chez Béla IV avant de se soumettre en 1238.
Il ne conserve qu'un domaine restreint autour d'Olomouc et Opava. Il participe avec sa mère la reine douairière Constance de Hongrie à la fondation du monastère de Porta Cœli près de Tišnov où il est comme elle inhumé. Sa mort prématurée le 16 octobre 1239 fait disparaitre un facteur de désordre potentiel en Bohême.
Il épouse avant le 25 septembre 1232 Marguerite fille d'Othon de Méranie et arrière petite-fille de l'empereur Frédéric Barberousse. Elle se remarie en secondes noces le 2 juin 1240 avec Frédéric comte de Truhendingen.